# Legion ulicy
Legion ulicy – polski czarno-biały dramat filmowy z 1932 w reżyserii Aleksandra Forda na podstawie scenariusza Maksymiliana Emmera i Andrzeja Wolicy. Produkcja przedstawia losy nastoletniego Józka. Chłopak podejmuje pracę gazeciarza, aby pomóc matce, która uległa wypadkowi.
W odróżnieniu od większości ówczesnych produkcji polskich, odrzucających realizm i codzienność, Aleksander Ford podjął temat bliski życiu i polskiej rzeczywistości. Tematyka oraz nowatorskie metody realizatorskie przyniosły Legionowi ulicy pozytywne recenzje krytyki i entuzjastyczne przyjęcie przez publiczność. Kopie filmu zaginęły w czasie II wojny światowej.

## Opis fabuły
Kilkunastoletni chłopiec, mieszkający w Warszawie, Józek, musi stać się samodzielny, gdy jego matka, z zawodu szwaczka, ulega wypadkowi i trafia do szpitala. Tracąc mieszkanie i środki do życia, Józek postanawia iść za radą przyjaciela Władka i przyłącza się do „legionu ulicy” – chłopców roznoszących gazety. Poznaje ich troski i niedole, a ciężką pracą zyskuje sobie szacunek rówieśników. Równocześnie nawiązuje romantyczną relację z Jaśką. Jego zarobki nie pozwalają na pokrycie kosztów operacji matki i jej opieki lekarskiej, dlatego chłopak chce awansować na „majdaniarza” – rowerowego rozwoziciela gazet. Aby zdobyć potrzebny mu pojazd, bierze udział w kolarskim wyścigu ulicznym, którego główną nagrodą jest rower. Wygrywa zawody.

## Obsada
Opracowano na podstawie materiału źródłowego:
- Zofia Mirska – Jaśka
- Stefan Rogulski – Józek
- Tadeusz Fijewski – Władek
- Maria Korska
- Zofia Słowińska
- Jerzy Kobusz

## Produkcja
Aleksander Ford zainteresował się życiem codziennym gazeciarzy, tym „bezimiennym «legionem ulicy», nietypowym wytworem wielkiego miasta”, w czasie realizacji filmu krótkometrażowego Narodziny i życie gazety (1930). Wytwórnia Leo-Film, na czele z Marią Hirszbein, zgodziła się wyprodukować Legion ulicy za sprawą niskich kosztów projektu. Studio ryzykowało jednak, bowiem młody reżyser nie miał jeszcze wyrobionego nazwiska, tematyka i fabuła filmu były diametralnie odmienne od dotychczasowych produkcji polskich, ponadto w obsadzie nie pojawiła się żadna z ówczesnych gwiazd ekranu.
Autorami scenariusza Legionu ulicy byli Maksymilian Emmer i Andrzej Wolica, którzy współpracowali nad jego tworzeniem z Aleksandrem Fordem. Według Leszka Armatysa pomysł na fabułę filmu „grawitował (…) w kierunku sentymentalnej podwórkowej ballady. Raczej optymistycznej, bliższej poczciwości pozytywistycznych obrazków miejskich, niż autentycznej ludowości poezji ulicy”. W prostej opowieści twórcy odwoływali się do polskiej rzeczywistości i prawdziwego życia, ponadto ukazano w niej w sposób moralizatorski „solidarność i przyjaźń proletariackich dzieci”, mówiono „o szlachetności ludzi zdolnych do podania ręki znajdującym się w potrzebie”.
Aleksander Ford podjął kilka decyzji w kwestii realizacyjnej, które miały odróżnić Legion ulicy od filmowych produkcji polskich przełomu lat 20. i 30. XX w. Zrezygnował z rejestrowania zdjęć w atelier na rzecz autentycznych ulicznych plenerów i naturalnych wnętrz, podpatrując życie na gorąco, w trakcie stawania się. Ograniczył angażowanie aktorów zawodowych, zwłaszcza szeroko rozpoznawalnych, w ich miejsce zatrudniając aktorów niezawodowych. Poza tym przywiązywał dużą wagę do montażu, wprowadzając przemyślaną kompozycję – zredukował dialogi (przykładowo rozmowa w niemal dziesięciominutowej scenie poznania Józka i Jaśki na Kamiennych Schodkach została ograniczona do minimum), „wzbogacił montaż wewnątrzkadrowy, wprowadził kontrapunkt obrazu i dźwięku (np. scenie wyścigu kolarskiego towarzyszyły w warstwie dźwiękowej odgłosy szpitala, w którym była operowana matka bohatera)”. Reżyser wykorzystywał także naturalne dźwięki, by podkreślić dramaturgię akcji. Wymienione elementy przypominały założenia, powstałych po II wojnie światowej, neorealizmu włoskiego i poetyki cinéma-vérité.
W filmie można było usłyszeć tango „Nie igraj z ogniem” Tadeusza Górzyńskiego do słów Stanisława Mara oraz tango „Raz, dwa, trzy” Szymona Kataszka do słów Jana Brzechwy.

## Premiera, recenzje filmowe i nagrody

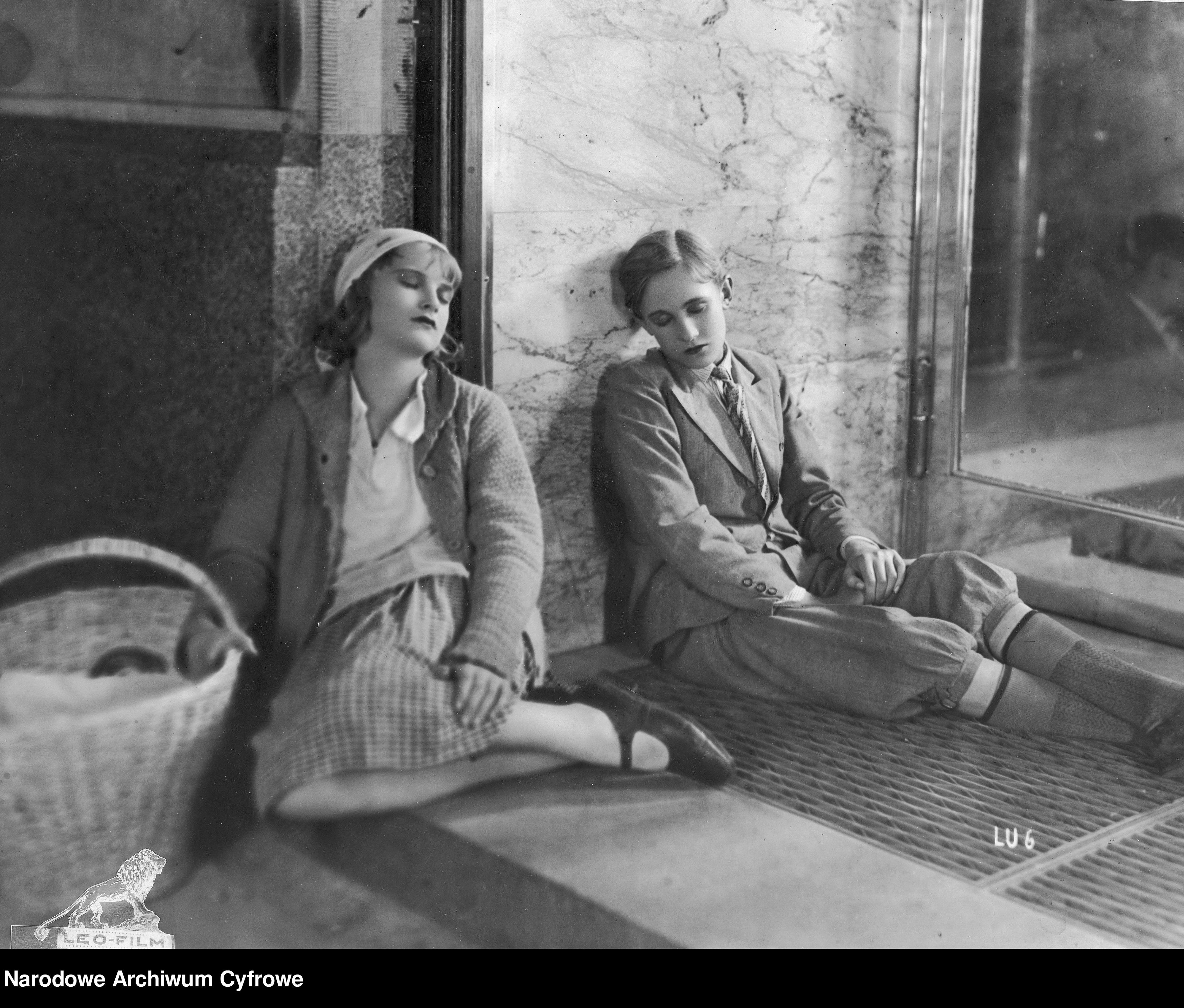
Zofia Mirska jako Jaśka i Stefan Rogulski jako Józek w jednej ze scen filmu

Legion ulicy miał premierę 18 marca 1932 w warszawskim kinie „Stylowy” i spotkał się z entuzjastycznymi recenzjami krytyków i przychylnością publiczności.
W pierwszych słowach recenzji krytycy podkreślali znaczenie Legionu ulicy na tle ówczesnej produkcji krajowej. Stefania Heymanowa napisała w „Kinie”, że po pierwsze produkcja ta stała się filmem z prawdziwego zdarzenia, łącząc w sobie elementy „ruchu, wzrokowego ujmowania zjawiska, ciekawych zdjęć fotograficznych, montażu (…)” i odchodząc w ten sposób od zjawiska przenoszenia literatury na ekran i fotografowania teatru. Po drugie Ford porzucił popularne tematy, jak romans i patriotyzm, na rzecz przedstawienia prostej opowieści o życiu w sposób emocjonalny i artystyczny. Inni sprawozdawcy zauważyli, że Legion ulicy unika szablonu, ponadto twórcy podjęli ważny krok w zastosowaniu techniki reportażowej i zerwaniu z tzw. systemem gwiazd. Film polecono dzieciom i młodzieży.
Dziennikarze rozwodzili się szeroko nad stroną techniczną dzieła Forda. Według Stefanii Zahorskiej fabuła nie odznaczała się zbytnim zdramatyzowaniem, jednak sama ilustracja życia codziennego gazeciarzy wzbogaca opowieść. Doceniła także „doskonały montaż, przeprowadzenie akcji poprzez rytm i układ scen”, co było zasługą umiejętności reżysera. Jerzy Toeplitz z „Kuriera Polskiego” zwrócił uwagę na przełamanie szablonu trójkąta miłosnego (on, ona i ten trzeci). Ponadto wytknął błędy, jak nieczytelna symbolika (drzewko na pustyni), w niektórych momentach brakowało synchronizacji głosu z obrazem. Na plus ocenił pracę operatorską Seweryna Steinwurzla i Jerzego Maliniaka.
Recenzenci pochlebnie odnosili się do gry aktorskiej, szczególnie głównych bohaterów i młodych statystów. W „Kurierze Warszawskim” napisano, że w filmie „przewodzi naczelna trójka w osobach: Stefka Rogulskiego, Tadzia Fijewskiego, który występował już nieraz na ekranie i milutkiej Zosi Mirskiej. Trójka ta wywiązała się świetnie ze swego zadania, otacza ją liczny zastęp prawdziwych «gazeciarzy», odtwarzających swe role z przejęciem i szczerością, na jakie tylko dzieci mogą się zdobyć”. Krytyk związany z dziennikiem „ABC” z entuzjazmem odniósł się do interpretacji roli matki w wykonaniu Marii Korskiej i „majdaniarza” Jerzego Kobusza, natomiast Jerzy Toeplitz był zdania, że „dorośli” wypadli najsłabiej.
Legion ulicy otrzymał złoty medal jako najlepszy film 1932 od czytelników tygodnika „Kino”. Jeden z głosujących napisał, że Legion ulicy mógł się podobać, „bo nie było w nim ani kozaków i polskich ułanów, ani handlarzy żywym towarem, ani dworku ze «słodką panienką» ani wampirzycy”. Obraz znalazł się na pierwszym miejscu w ankiecie dziennika „ABC”, ponadto w plebiscycie „Expressu Porannego” na najlepsze filmy wyświetlane w marcu w kinach warszawskich, towarzyszyły mu takie dzieła, jak Niech żyje wolność René Claira i Szanghaj Ekspres Josefa von Sternberga. Dzięki sukcesowi filmu Aleksander Ford uplasował się w pierwszej piątce najpopularniejszych reżyserów polskich w głosowaniu „Wiadomości Literackich”, zyskując miano twórcy „prawdziwie filmowego”. Wysoką pozycję zajęli Ryszard Ordyński, Michał Waszyński, Henryk Szaro i Mieczysław Krawicz.

### Prasa
- „Stylowy” Dziś premiera, „Robotnik”, 1932, nr 98 (18 III), Warszawa.
- Stefania Zahorska, Kronika filmowa, „Wiadomości Literackie”, 1932, nr 17 (24 IV), Warszawa: Antoni Borman i M. Grydzewski.
- Kurier Filmowy, „Kurier Poranny”, 1932, nr 85 (25 III), Warszawa: Feliks Fryze.
- Stefania Heymanowa, Legion ulicy, „Kino”, 1932, nr 15 (17 IV), Warszawa: Prasa Polska S.A..
- Jerzy Toeplitz, Legion ulicy, „Kurier Polski”, 1932, nr 80 (20 III), Warszawa: W. Kosiakiewicz.
- Legion ulicy w kinie Stylowym, „ABC”, 1932, nr 86 (21 III), Warszawa: Mazowiecka Spółka Wydawnicza.
- Przed ekranem, „Kurier Warszawski”, 1932, nr 79 (19 III), Warszawa.

### Opracowania
- Leszek Armatys, Barbara Armatys, Wiesław Stradomski, Historia filmu polskiego, t. 2, Warszawa: Wydawnictwa Artystyczne i Filmowe, 1988, ISBN 83-221-0368-9.
- Leszek Armatys, Wiesław Stradomski, Od „Niewolnicy zmysłów” do „Czarnych diamentów”. Szkice o polskich filmach z lat 1914–1939, Warszawa: Centralny Ośrodek Metodyki Upowszechniania Kultury, 1988, ISBN 83-7010-049-X.
- Małgorzata Hendrykowska, Historia polskiego filmu dokumentalnego (1896–1944), Poznań: Wydawnictwo Naukowe Uniwersytetu Adama Mickiewicza, 2014, ISBN 978-83-232-2805-9.
- Stanisław Janicki, Aleksander Ford, Warszawa: Wydawnictwa Artystyczne i Filmowe, 1967.
- Tadeusz Lubelski, Historia kina polskiego: twórcy, filmy, konteksty, Katowice: Videograf II, 2009, ISBN 978-83-7183-711-1.
- Jerzy Toeplitz, Historia sztuki filmowej, t. III, Warszawa: Wydawnictwa Artystyczne i Filmowe, 1959.